# گروس پلاشتن
گروس پلاشتن (به آلمانی: Groß Plasten) یک شهر در آلمان است که در Mecklenburgische Seenplatte District واقع شده‌است. گروس پلاشتن ۸۱۲ نفر جمعیت دارد.